# 掘洞毛鼻鯰
掘洞毛鼻鯰，為輻鰭魚綱鯰形目毛鼻鯰科的其中一種，為熱帶淡水魚，分布於南美洲阿根廷Cuevas河流域，體長可達7.5公分，棲息在砂石底質溪流底層水域，以水生無脊椎動物為食，生活習性不明。

## 扩展阅读
維基物種上的相關：掘洞毛鼻鯰